# Johann Wilhelm von Nesselrode-Ehreshoven
Johann Wilhelm Freiherr von Nesselrode-Ehreshoven (* 1625; † 14. September 1693 in Neukloster) war Domherr in Münster und Paderborn sowie Dombursar in Münster.

## Leben

### Herkunft und Familie
Johann Wilhelm von Nesselrode zu Ehreshoven entstammte als Sohn des Matthias von Nesselrode-Ehreshoven (1592–1670) und dessen Gemahlin Maria Elisabeth von Wylich († 1656) dem westfälischen Adelsgeschlecht von Nesselrode. Aus diesem, welches seinen Stammsitz von 1396 bis 1921 im Schloss Ehreshoven hatte, sind zahlreiche Amtmänner und Räte in bergischen Diensten sowie Domherren und Kanoniker hervorgegangen.
Johann Wilhelm hatte sieben Geschwister: Anna Catharina (Kanonisse in Rintrup), Anna Johanna Sebastiana (⚭ Franz Wessel von der Recke), Franz, Johann Matthias, Johann Bertram, Johann Sigismund und Johann Salentin.

### Wirken
Mit dem Erhalt der Tonsur am 1. September 1637 wurde Johann Wilhelm auf ein geistliches Leben vorbereitet und kurz darauf am 3. Oktober nach dem Verzicht des Wilhelm von Wylich für eine münstersche Dompräbende präsentiert. Er war im Besitz der Obedienz Senden und optierte am 14. Januar 1675 das Archidiakonat Winterswijk nach dem Rücktritt des Johann Rotger Torck. Die Wahl zum Propst des Alten Doms in Münster fiel auf den 19. Juni 1666. 1680 kam Johann Wilhelm in den Besitz der Dompräbende in Paderborn. Am 13. November 1680 wurde er zum Dombursar gewählt.